# Typhlocybini
 (décembre 2023).
Si vous disposez d'ouvrages ou d'articles de référence ou si vous connaissez des sites web de qualité traitant du thème abordé ici, merci de compléter l'article en donnant les références utiles à sa vérifiabilité et en les liant à la section « Notes et références ».
Tribu
Typhlocybini est une tribu d'insectes de l'ordre des hémiptères (les hémiptères sont caractérisés par leurs deux paires d'ailes dont l'une, en partie cornée, est transformée en hémiélytre).
Communément appelés cicadelles, ce sont des insectes sauteurs et piqueurs qui se nourrissent de la sève des végétaux grâce à leur rostre.

## Liste des genres de la tribu
- Aguriahana Distant, 1918
- Edwardsiana Zachvatkin, 1929
- Eupterycyba Dlabola, 1958
- Eupteryx Curtis, 1833
- Eurhadina Haupt, 1929
- Fagocyba Dlabola, 1958
- Ficocyba Vidano, 1960
- Lindbergina Dlabola, 1958
- Linnavuoriana Dlabola, 1958
- Ossiannilssonola Christian, 1953
- Ribautiana Zachvatkin, 1947
- Typhlocyba Germar, 1833
- Wagneripteryx Dlabola, 1958
- Zonocyba Vilbaste, 1982